# Палаццо Пубблико (Сиена)
Палаццо Пубблико (итал. Palazzo Pubblico — Дворец народа, или Общественное здание) — историческое административное здание в Сиене (Тоскана, Италия) на площади Пьяцца дель Кампо, построенное в 1297—1310 годах для Совета Девяти и подеста. В настоящее время в здании размещаются ратуша и музей.

## История
Строительство дворца было начато в 1297 году между площадями Пьяцца Меркато и Пьяцца дель Кампо, в сторону которой был обращен главный слегка вогнутый фасад. Был принят специальный закон, регламентирующий внешний облик строений, выходящих на Пьяцца дель Кампо, чтобы ансамбль площади соответствоваль единому замыслу.
Строительством руководили мастер Конте ди Ринфредо, а с 1299 года — мастер Джованни, названный в документах миниатюристом и каллиграфом. Первоначально центральная четырёхэтажная часть здания возвышалась над двумя боковыми двухэтажными крыльями дворца. В левом крыле были помещения подеста, в правом — помещения Совета Девяти.
Около 1308 года Дворец был практически завершен, кроме левого крыла, к которому в 1325—1330 годах была пристроена резиденция подеста, а в 1325—1348 годах — башня Торре дель Маджа.
В 1352-54 годах в основании башни построена Капелла ди-Пьяцца, а в 1468-70 годах архитектор А. Федериги пристроил к ней ренессансный киворий.
В 1680 году боковые крылья дворца были надстроены третьим этажом (вероятно, архитектор Дж. Б. Пикколомини) .
Зал Большого Совета Республики был в 1560 году превращен а театральный. Сегодня здесь размещается Театр Ринновати.
В конце XIX века были проведены реставрационные работы, что позволило восстановить средневековый облик здания. Реставрация была необходима, поскольку решили открыть для туристов залы, на протяжении веков занятые городской администрацией.
С 1930-х годов во дворце размещается городской музей.

## Описание
Фасад дворца, выходящий на Пьяцца дель Кампо слегка вогнут. Нижний этаж здания сложен из травертина, верхняя часть здания — из кирпича. Окна-трифоры с белыми мраморными колонками украшены черно-белыми щитами — эмблемами Сиены. В центре фасада — герб герцога Козимо I, с обеих сторон которого — гербы Сиены.
В верхней части фасада — заключенная в круг монограмма Христа. Над правой дверью — миниатюрная статуя св. Ансана, одного из покровителей города, а под ней — две римские волчицы, размещенные по обе стороны от герба народа Сиены — льва на геральдическом щите. Ещё одна римская волчица установлена на колонне у правого угла здания в 1459 году.
Примыкающая к дворцу кампанила Торре дель Манджа была построена между 1325 и 1348 годами и была в то время самой высокой в Италии. Её верхняя часть была спроектирована Липпо Мемми.
Внутренний дворик левого крыла (итал. Cortile del Podestà) окружен восьмигранными колоннами с полукруглыми арками, над аркадой — высокие окна-трифоры. Из дворика осуществляется вход в музей и башню Торре дель Манджа.

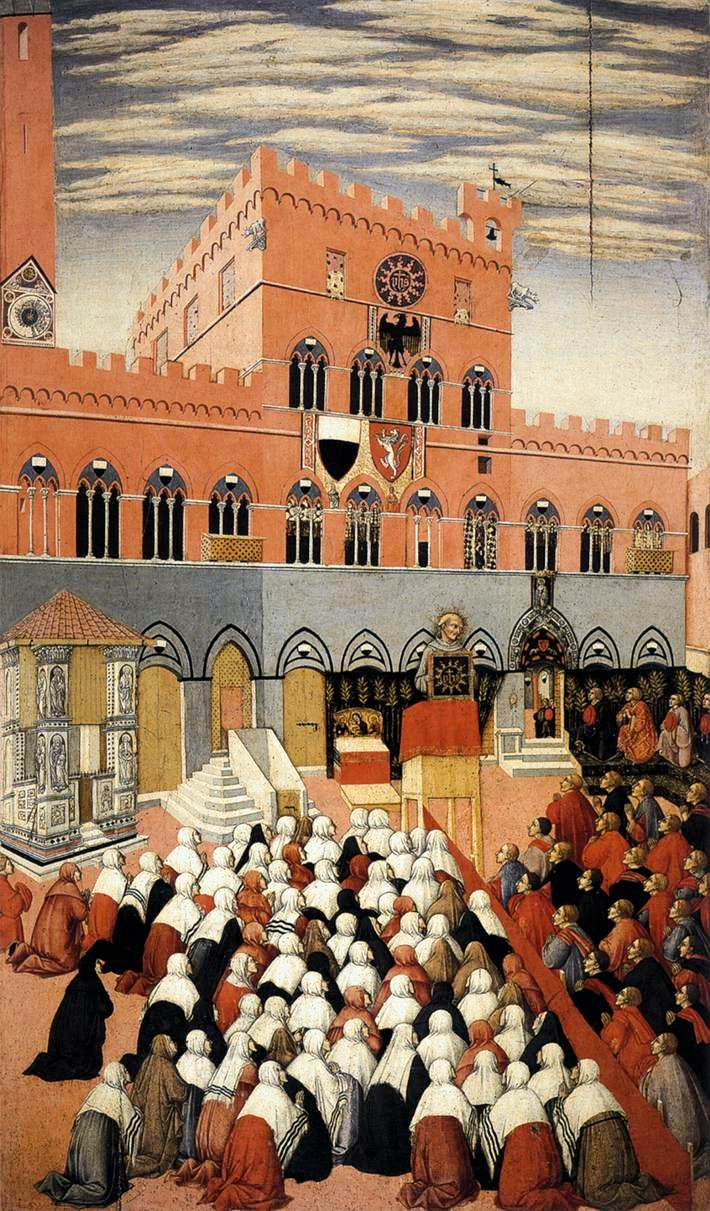
Сано ди Пьетро. «Проповедь святого Бернардина на площади Кампо» (1445 год, Сиена, музей собора)
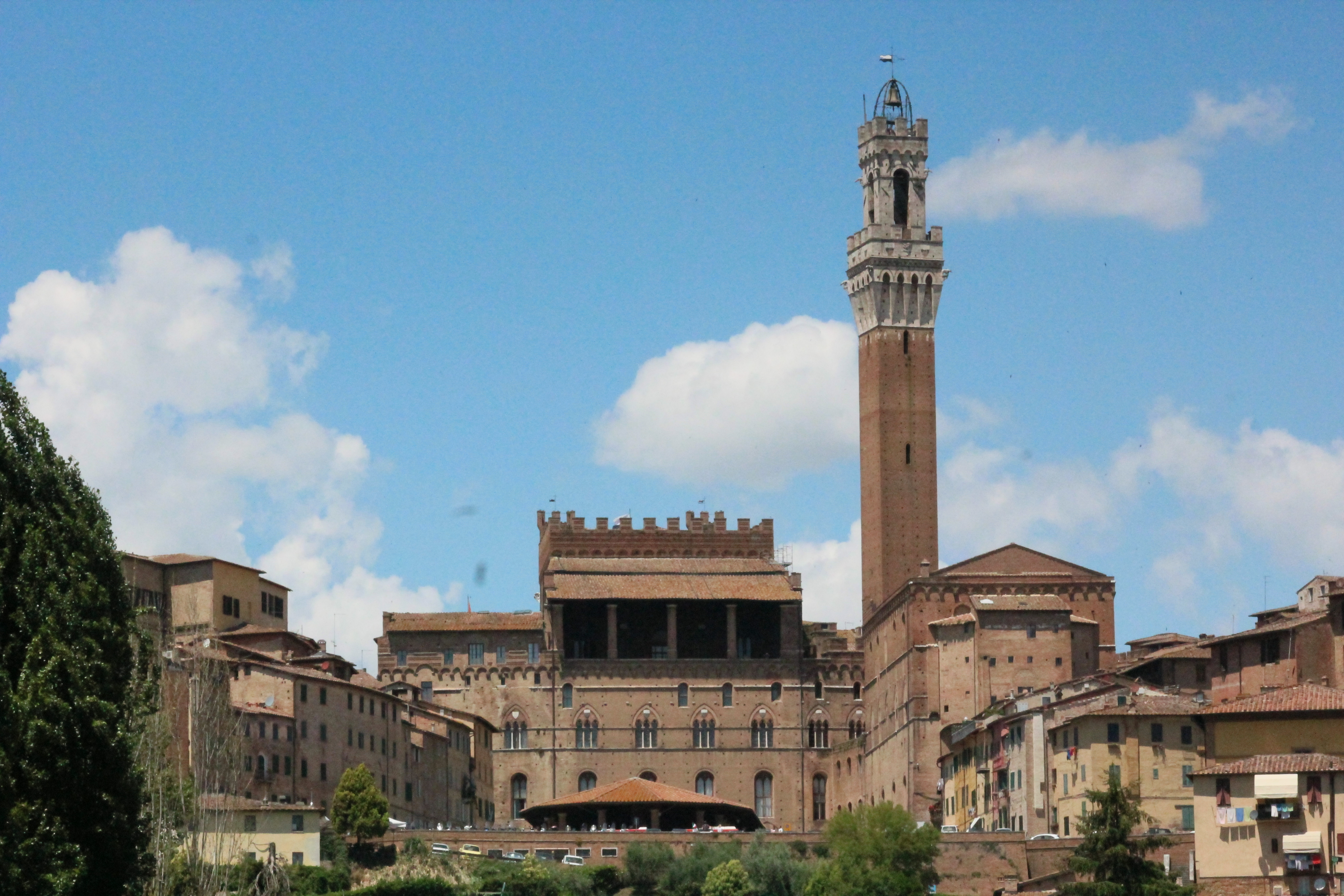
Вид дворца со стороны Пьяцца дель Меркато
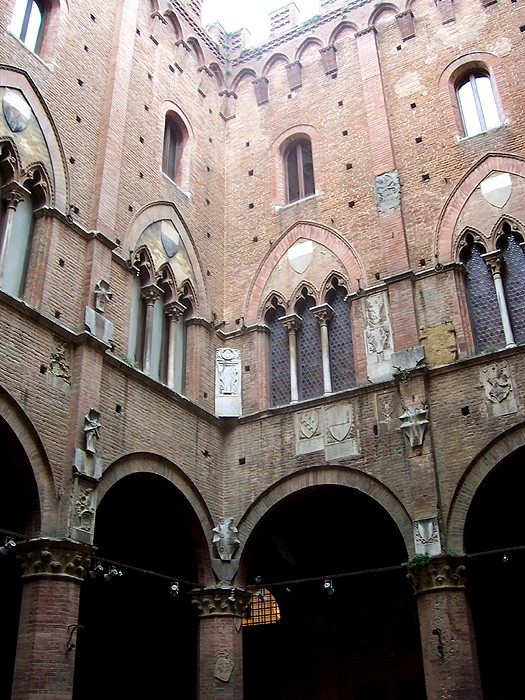
Внутренний дворик
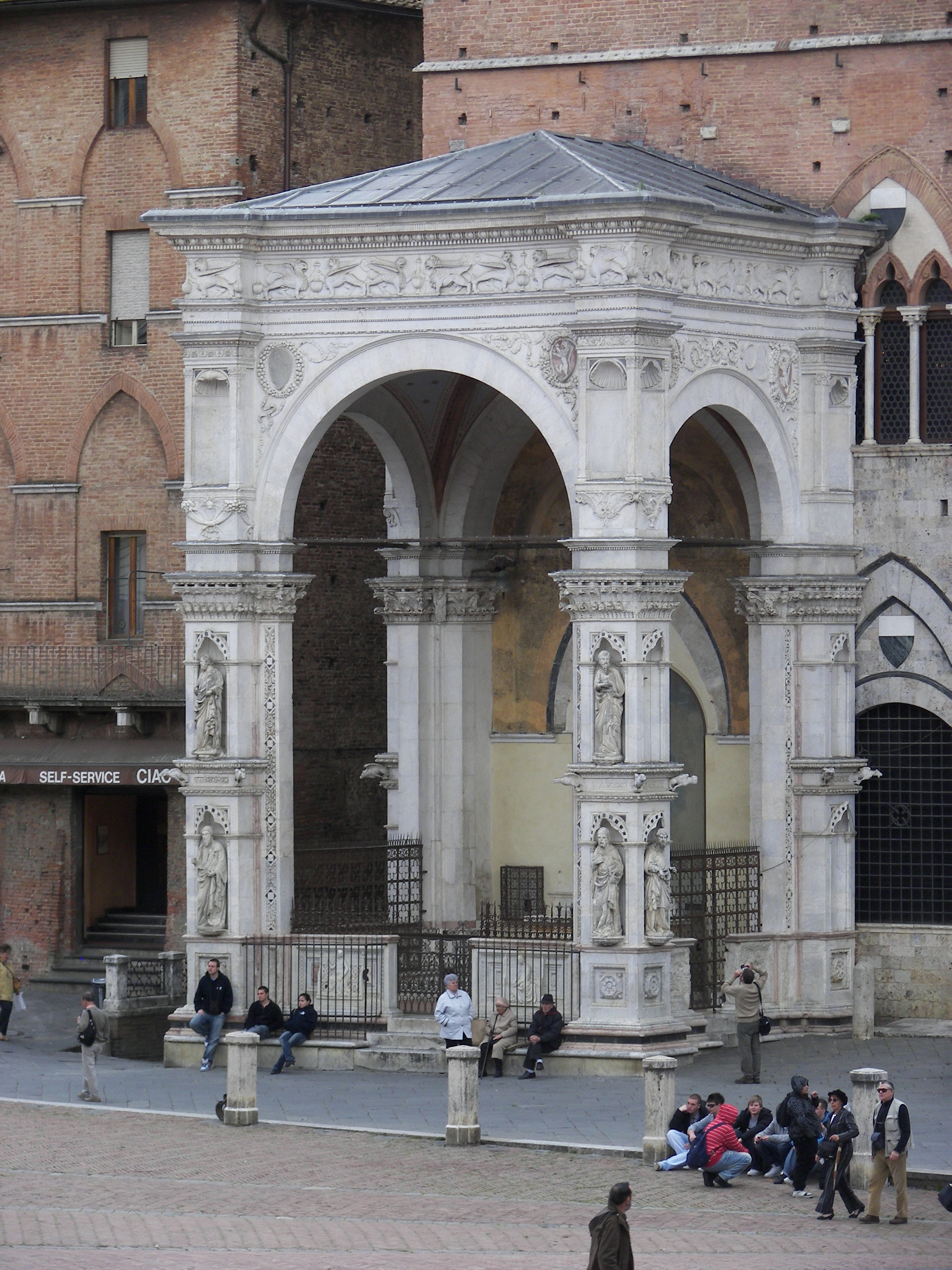
Капелла и киворий
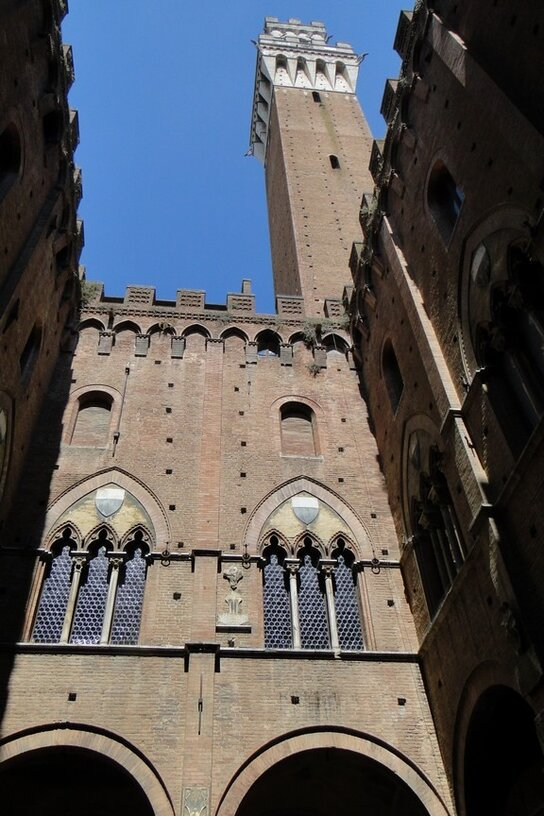
Вид дворца с башней со двора

### Внутреннее убранство
Власти Сиенской республики привлекали к украшению Палаццо Публико самых выдающихся художников. с 1315 по 1331 год во дворце работал Симоне Мартини, Амброджо Лоренцетти — в 1335-45 годах, Липпо Ванни — в 1352 −1373, Бартоло ди Фреди — в 1390-93, Таддео ди Бартоло — в 1406-14, Сано ди Пьетро — в 1439 −61, а Содома — с 1529 по 1539 год.

#### Зал Рисорджименто (Sala del Risorgimento)
Зал был оформлен в конце XIX века после смерти Виктора-Эммануила II и посвящен объединению Италии.
Стены зала украшены фресками исторического жанра. Руководителем работ был художник-академист Луиджи Муссини.
Над фресками зала работали Пьетро Альди, Амос Кассиоли, Чезаре Маккари и другие.

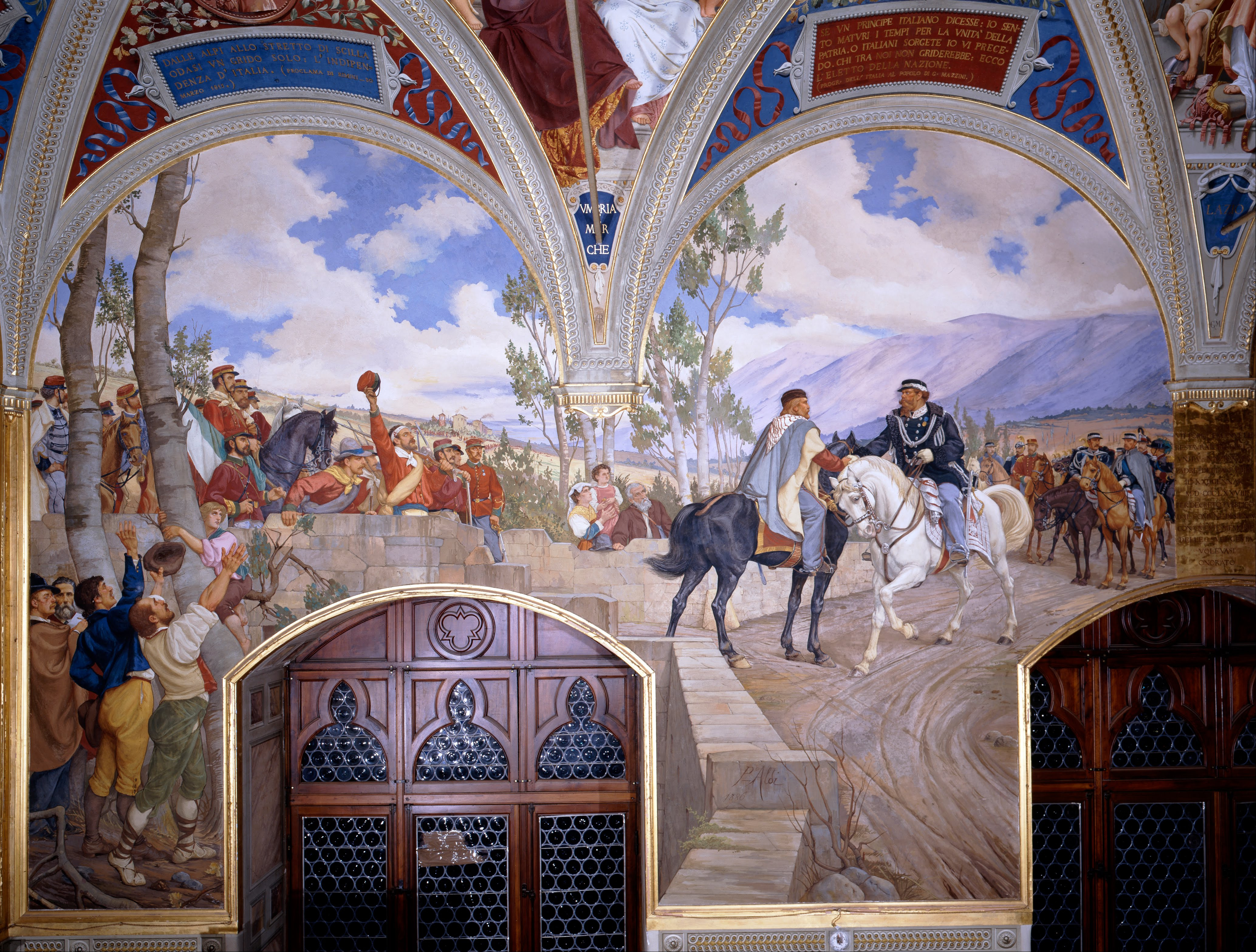
Пьетро Альди «Встреча Джузеппе Гарибальди и Виктора-Эмануила II»
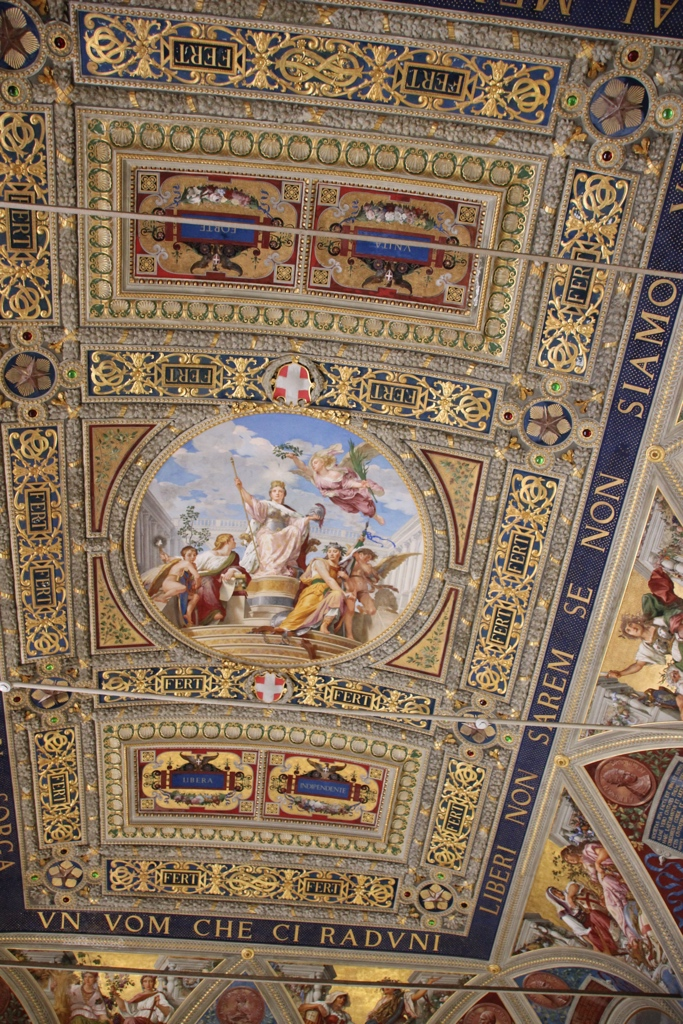
Потолок зала Рисорджименто

#### Зал Бальи (Sala di Balia)
Бальей называли специальную комиссию в городском управлении, наделенную особыми полномочиями.
13 фресок на стенах и люнетах выполнил Спинелло Аретино вместе со своимм сыном Парри в 1407—1408 годах.
Фрески посвящены сценам из жизни папы Александра III Бандинелли, сиенца по происхождению, который вместе с Ломбардской лигой противостоял Священной Римской империи и Фридриху Барбароссе. Большая батальная композиция над входом изображает сражение у мыса Сан-Сальвадор, в которой флот Барбароссы потерпел поражение от венецианского.
Своды зала расписаны в 1407 году сиенским художником Мартино ди Бартоломео.

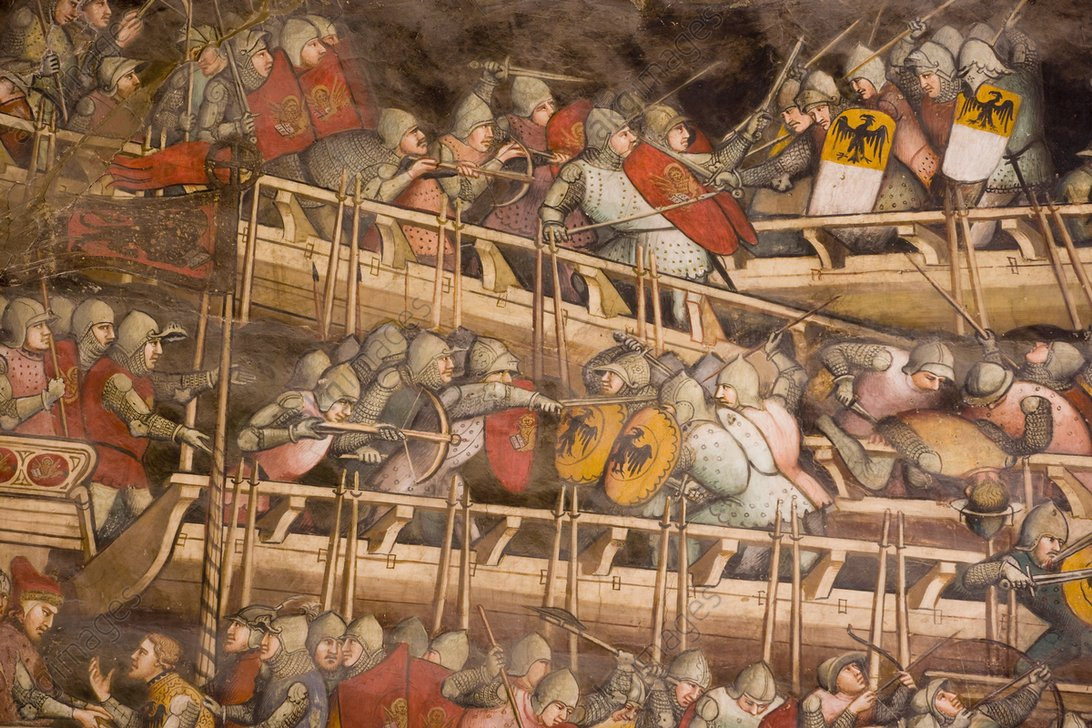
Спинелло Арретино. Сражение у мыса Сан-Сальвадор. Фрагмент
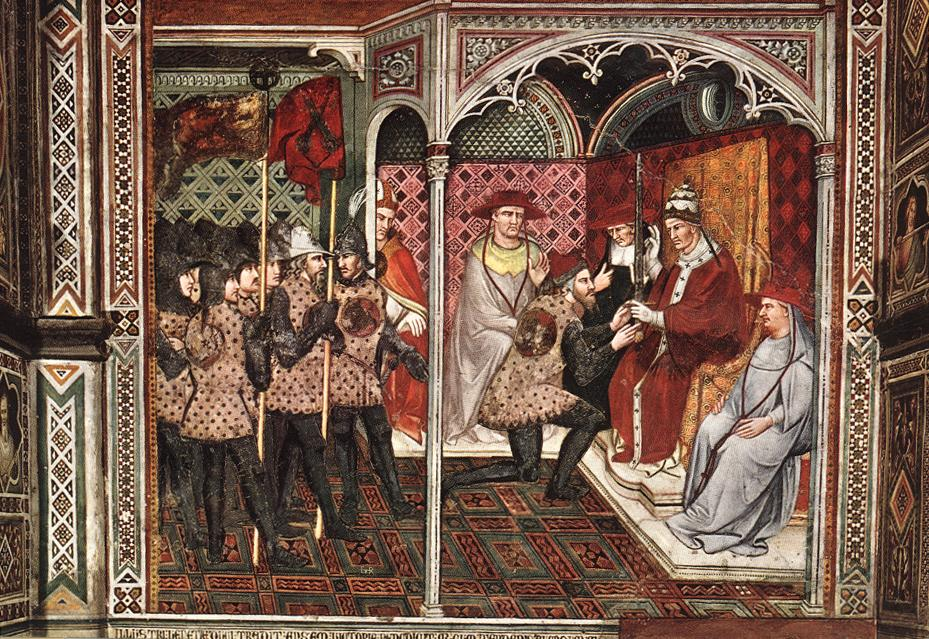
Спинелло Арретино. Папа Александр III вручает меч дожу Венеции Себастиано Дзиани
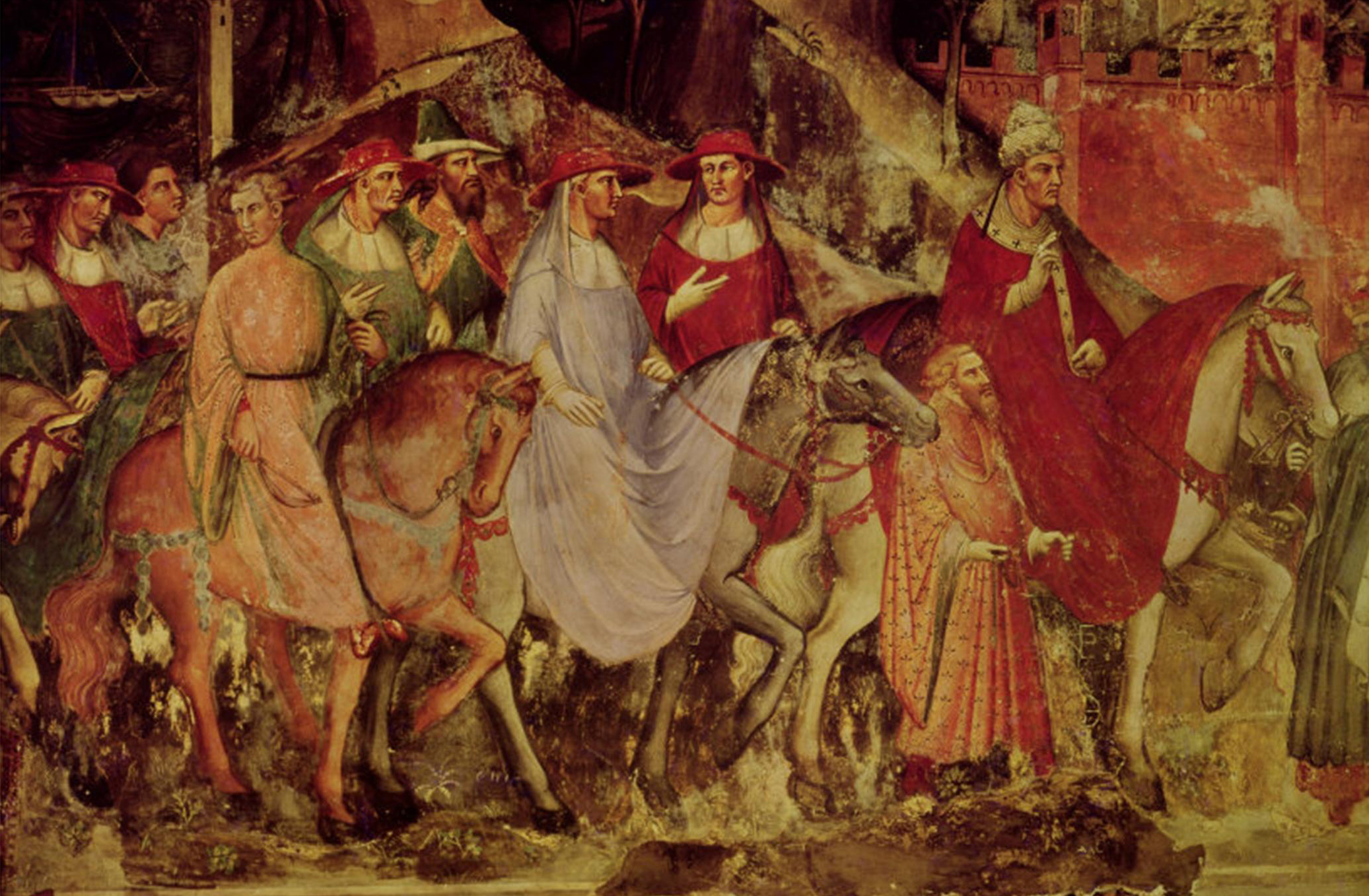
Спинелло Арретино. Возвращение папы Александра III в Рим. Фрагмент
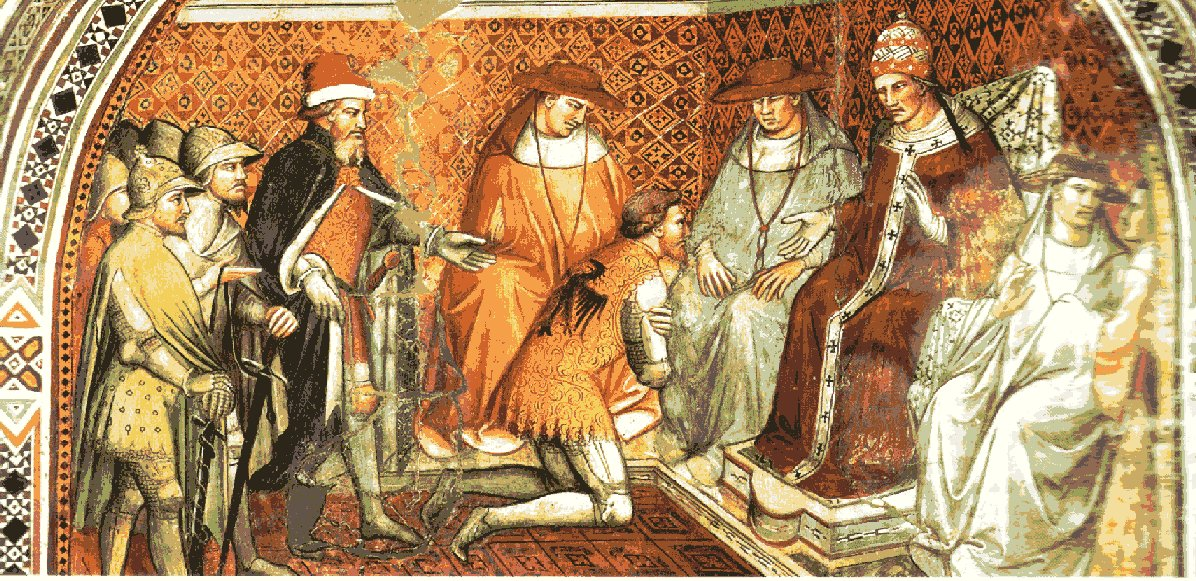
Спинелло Арретино. Фридрих Барбаросса признает главенство папы Александра III.

#### Зал Маппомондо (Sala del Mappamondo)
Этот зал был предназначен для заседаний Совета Республики.
Его начали украшать сразу после возведения дворца. Первые фрески появились здесь ещё в начале XIV века.
В 1315 году Симоне Мартини закончил на одной из торцевых стен знаменитую фреску «Маэста». Работа была начата в 1312 году и велась с перерывом три года.
На фреске Мадонна, небесная покровительница Сиены, сидящая на троне с младенцем на коленях, в окружении святых, ангелов и апостолов, держащих балдахин с геральдическими эмблемати Сиены. Перед Мадонной стоят на коленях особо почитаемые в Сиене святые — Ансан, Савин, Крискентий, Виктор — и два ангела.

Легкость и грация этой грандиозной композиции изумительны. Симоне Мартине превосходит здесь своего учителя Дуччио тонкой красотой и певучестью цвета. А по широте и плавности стиля эта фреска не уступает самым зрелым вещам Джотто. Её, не задумываясь, можно причислить к совершеннейшим созданиям итальянского треченто.
Муратов П. П. Образы Италии
.

В верхней части противоположной стены зала можно увидеть другую фреску с изображением всадника на фоне двух замков. Традиционно считалось, что она также принадлежит кисти Симоне Мартини, выполнена в 1330 году и изображает сиенского военачальника Гвидориччо да Фольяно на фоне покоренного замка Монтемасси. В последние годы, однако, и датировка, и авторство Мартини поставлены под сомнение .
Ниже под позднейшими слоями была обнаружена другая фреска с изображением двух фигур на фоне замка. Исследователи склоняются к версии об авторстве Дуччо ди Буонинсенья. Обе эти фрески, по-видимому, были частью обширного проекта, включавшего изображения замков и земель, покоренных Сиеной. Остальные фрески не сохранились, поскольку в середине XIV века были заменены большой вращающейся картой мира (Mappamondo) работы Амброджо Лоренцетти. Карта, давшая имя залу, также не дошла до нас, осталиь лишь следы механизма на стене. На той же стене расположены две фрески 1529 года — покровители Сиены святые Ансан и Виктор работы Содома.
В верхней части стены напротив окон — монохромные фрески «Битва при Валь-ди-Кьяна» работы Липпо Ванни (1363) и «Битва при Поджо Империале ди Поджибонси» кисти Джованни ди Кристофано и Франческо д`Андреа (1480).
Ниже картины с изображением сиенских святых — «Святой Бернардин» Сано ди Пьетро, (1450 г.), «Святая Екатерина» Веккьетты (1460 г.) и «Бернардо Толомеи» Содома, (около 1530 г.).

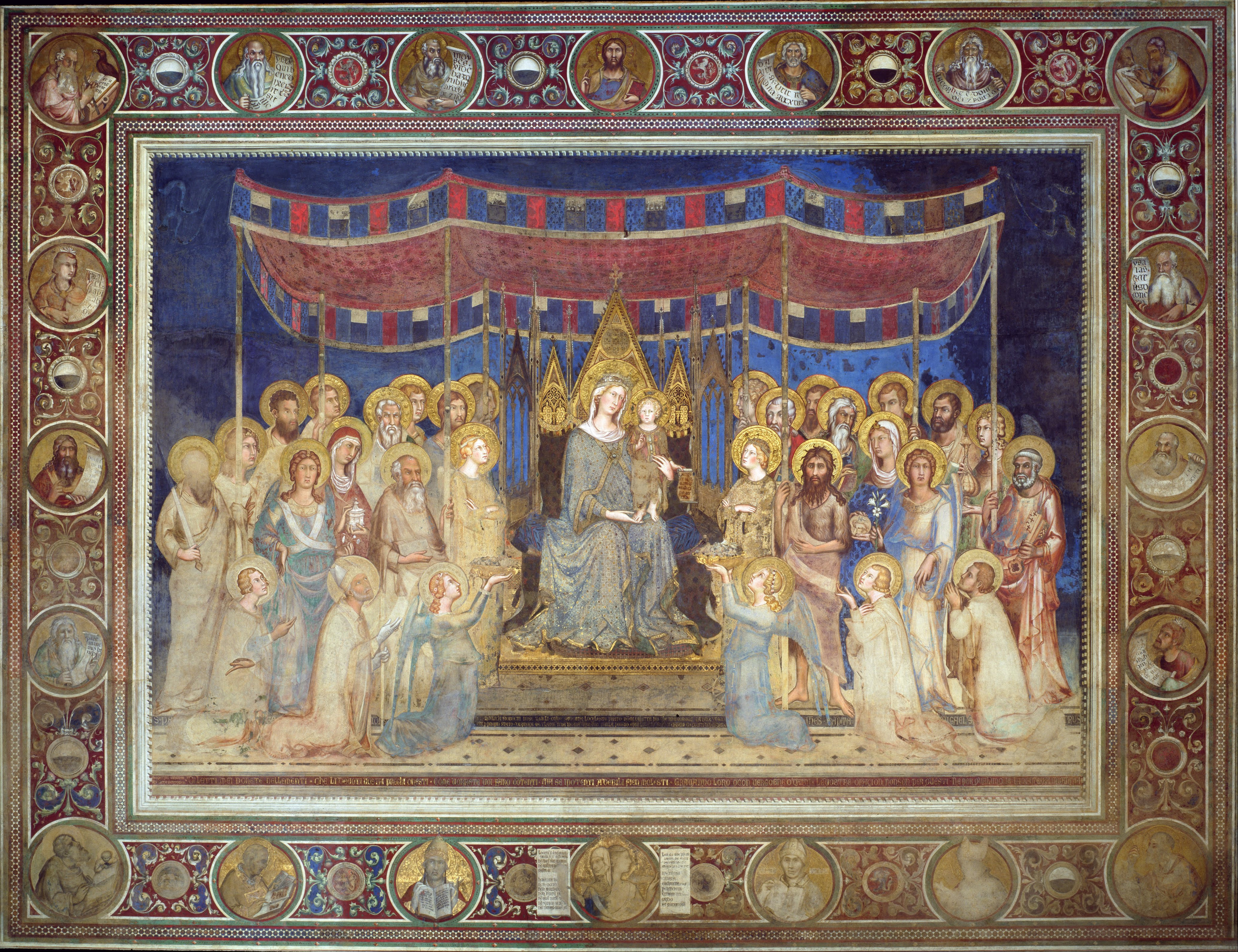
Симоне Мартини. Маэста
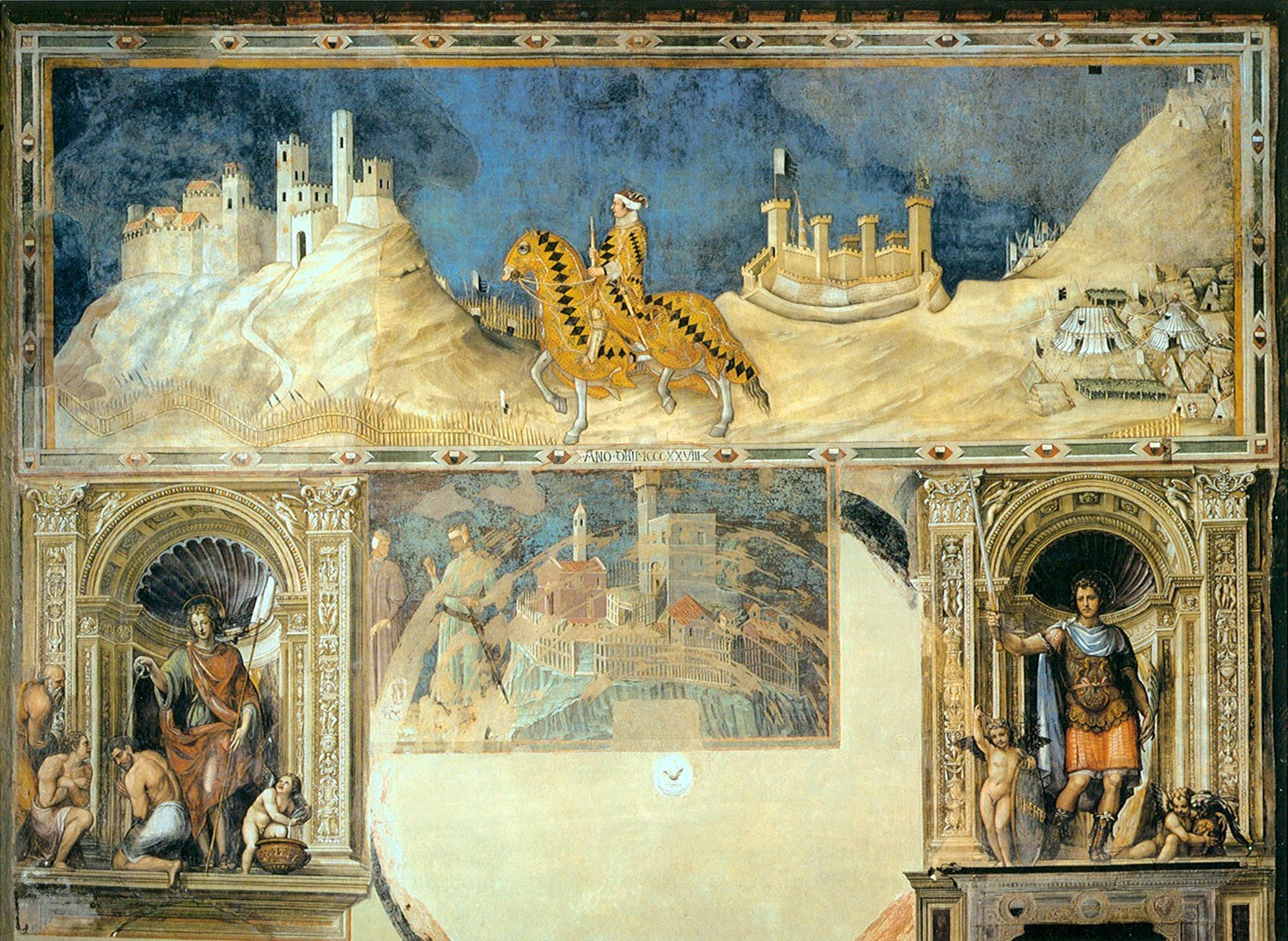
Сверху: Симоне Мартини (?). Гвидориччо да Фольяно. Внизу в центре: фреска Дуччио Буоносенья (?) и след от поворотного механизма карты. Справа и слева - фрески Содома св. Ансан и св. Виктор
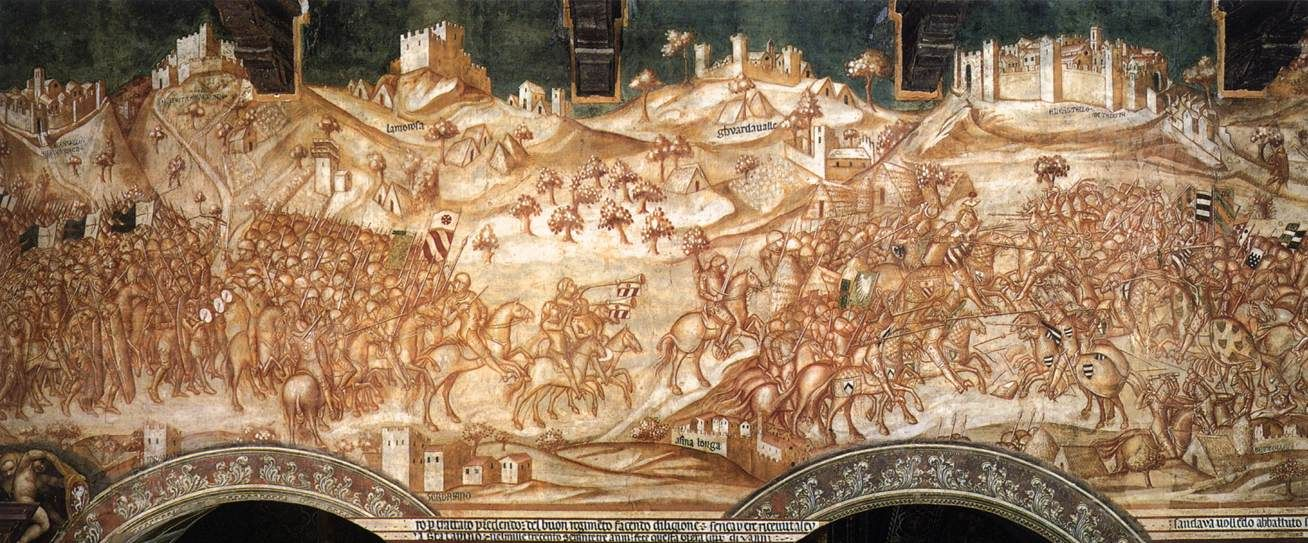
Липпо Ванни. «Битва при Валь-ди-Кьяна»

#### Зал Консистории (Sala del Concistoro)
Зал предназначался для заседаний правительства города-коммуны. Своды зала расписаны с 1529 по 1535 год фресками Доменико Беккафуми. Сюжет фресок — аллегории гражданских добродетелей.
Вход в зал был отделан в XIV веке мраморной резьбой скульптором Бернардо Росселлино.

Фрески Доменико Беккафуми
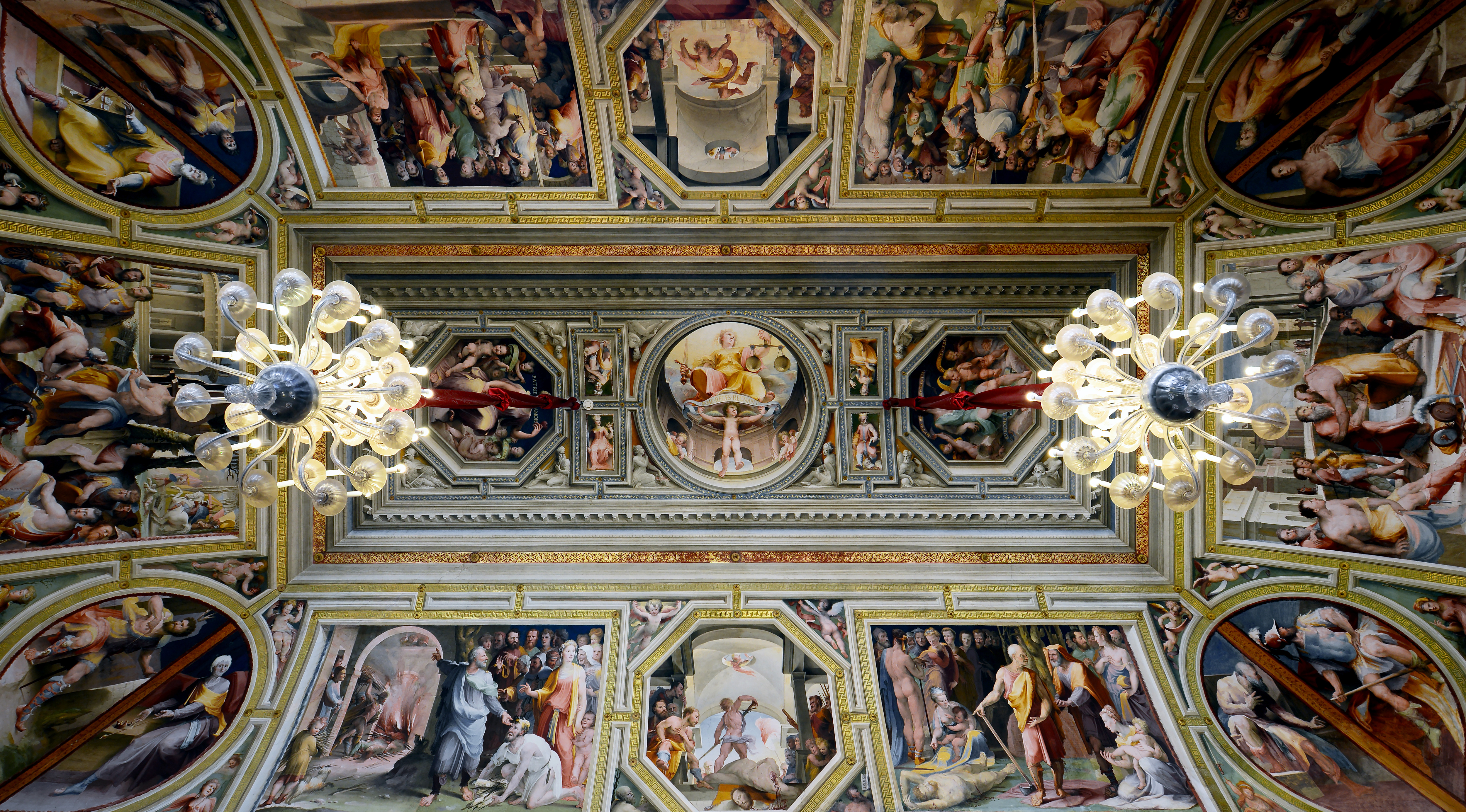
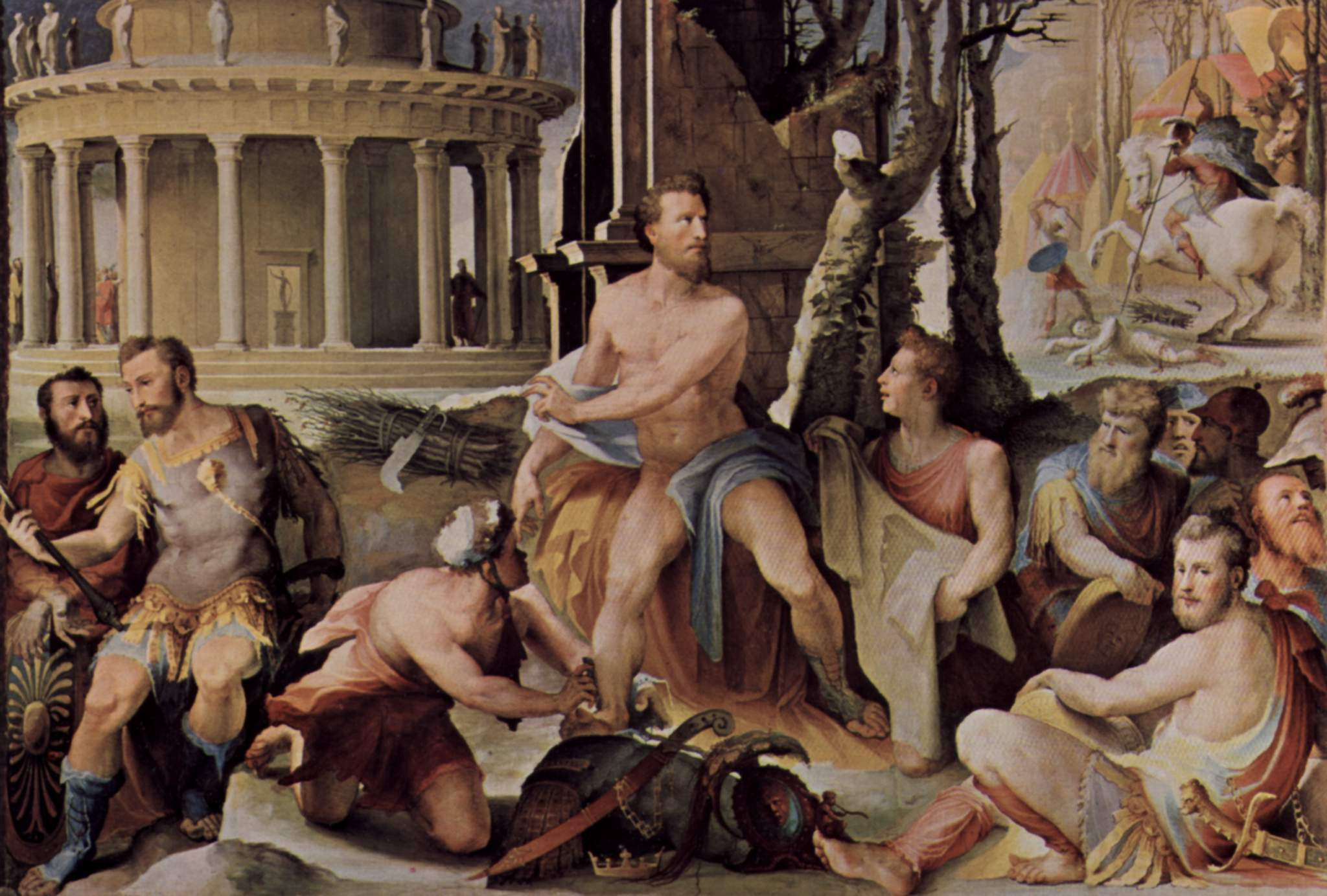
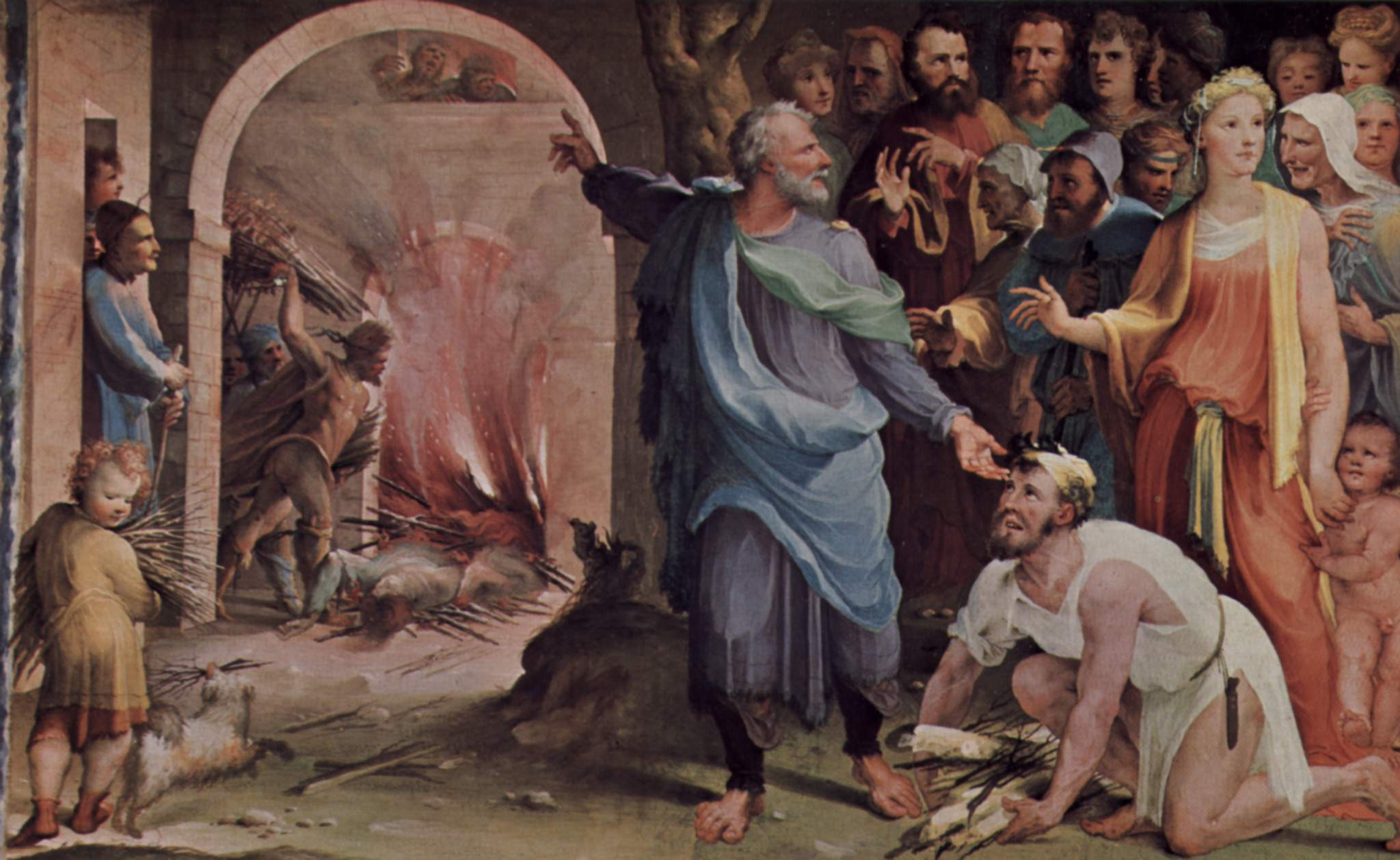
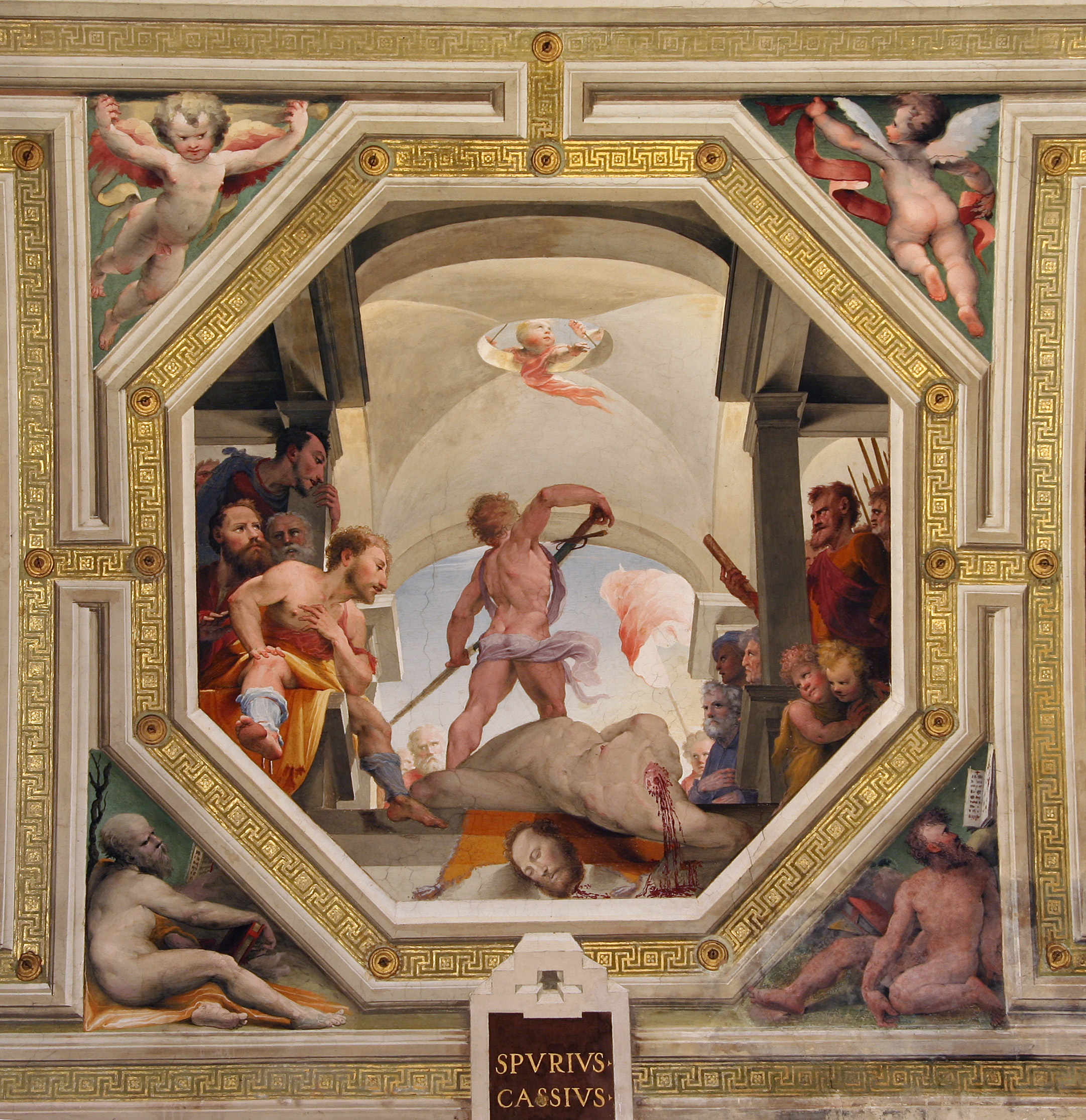

#### Зал Девяти (Sala dei Nove)
В этом зале в XIV веке происходили заседания Совета Девяти. Стены зала украшены большими фресками Амброджо Лоренцетти, выполненными в 1338—1339 годах. Эти, вероятно, наиболее известные произведения в Палаццо Публико, представляют аллегорию доброго и дурного правления, их последствий и отражают взгляды сиенских правителей на общественное и государственное устройство Республики.
На стене против окна изображена аллегория «Доброго правления». Здесь крупные фигуры верхнего яруса олицетворяют Правительство Коммуны и Правосудие с символическими весами. Они окружены фигурами добродетелей — справедливости, умеренности, великодушия, мудрости, смелости и миролюбия. В нижнем ярусе — многофигурная композиция, где процессию сиенских граждан направляется к доброму правительству, а навстречу им воины ведут пленных врагов Республики.
На стене справа — фреска «Последствия доброго правления в городе и в деревне». Детали пейзажа можно сопоставить с конкретными реалиями средневековой Сиены и в её окрестностей. Жители заняты повседневной деятельностью: торговлей, ремеслом, строительством, сельским хозяйством. Над городом парит аллегорическая фигура Безопасности с виселицей в одной руке и с изречением о необходимости почитать её — в другой.
На стене слева изображены «Аллегория и последствия дурного правления». Автор представил здесь Тиранию в виде рогатой фигуры в окружении Алчности, Гордости, Тщеславия, Обмана, Измены, Жестокости, Злобы, Раскола и Войны. У ног их — поверженная Справедливость. К сожалению, эта фреска оказалась сильно повреждена, в большей степени, чем остальные.

Фрески Амброджо Лоренцетти в зале Девяти
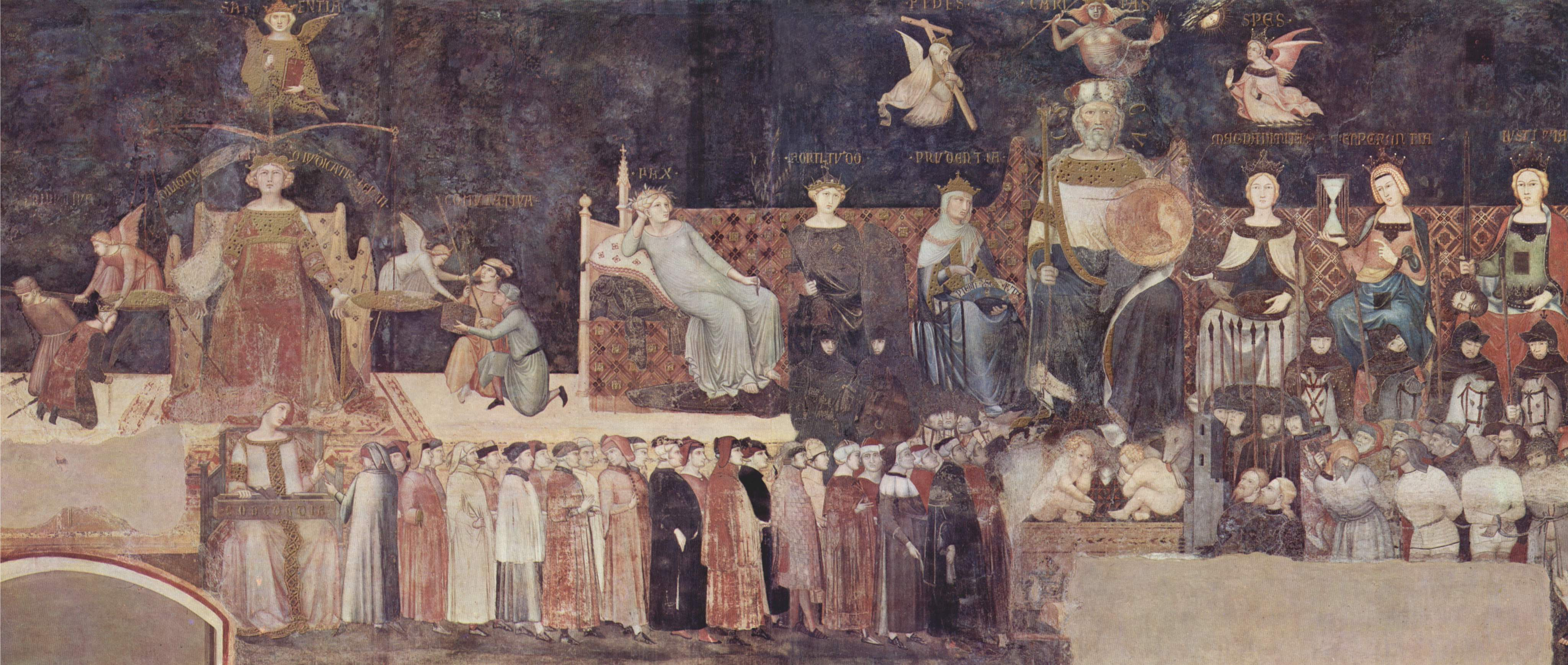
Аллегория доброго правления
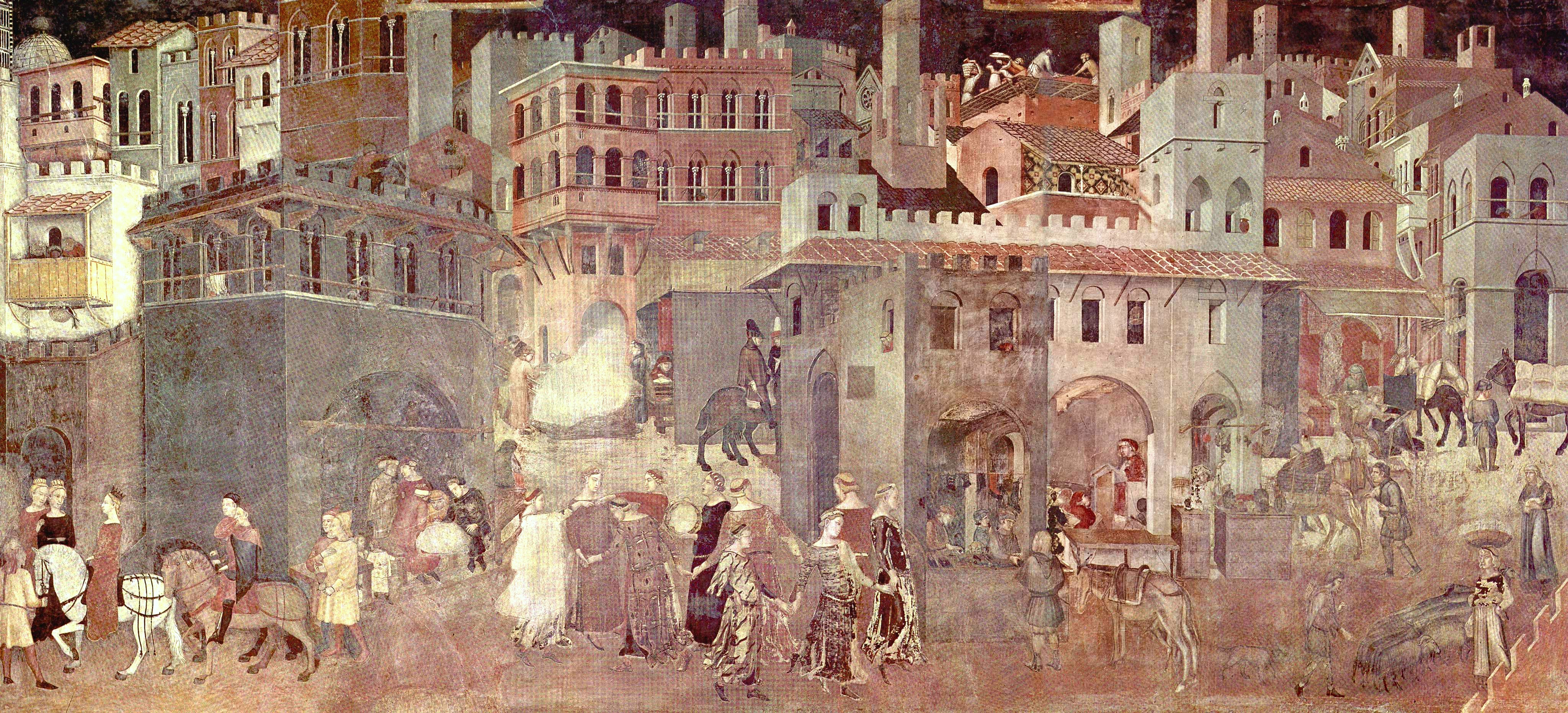
Плоды доброго правления в городе
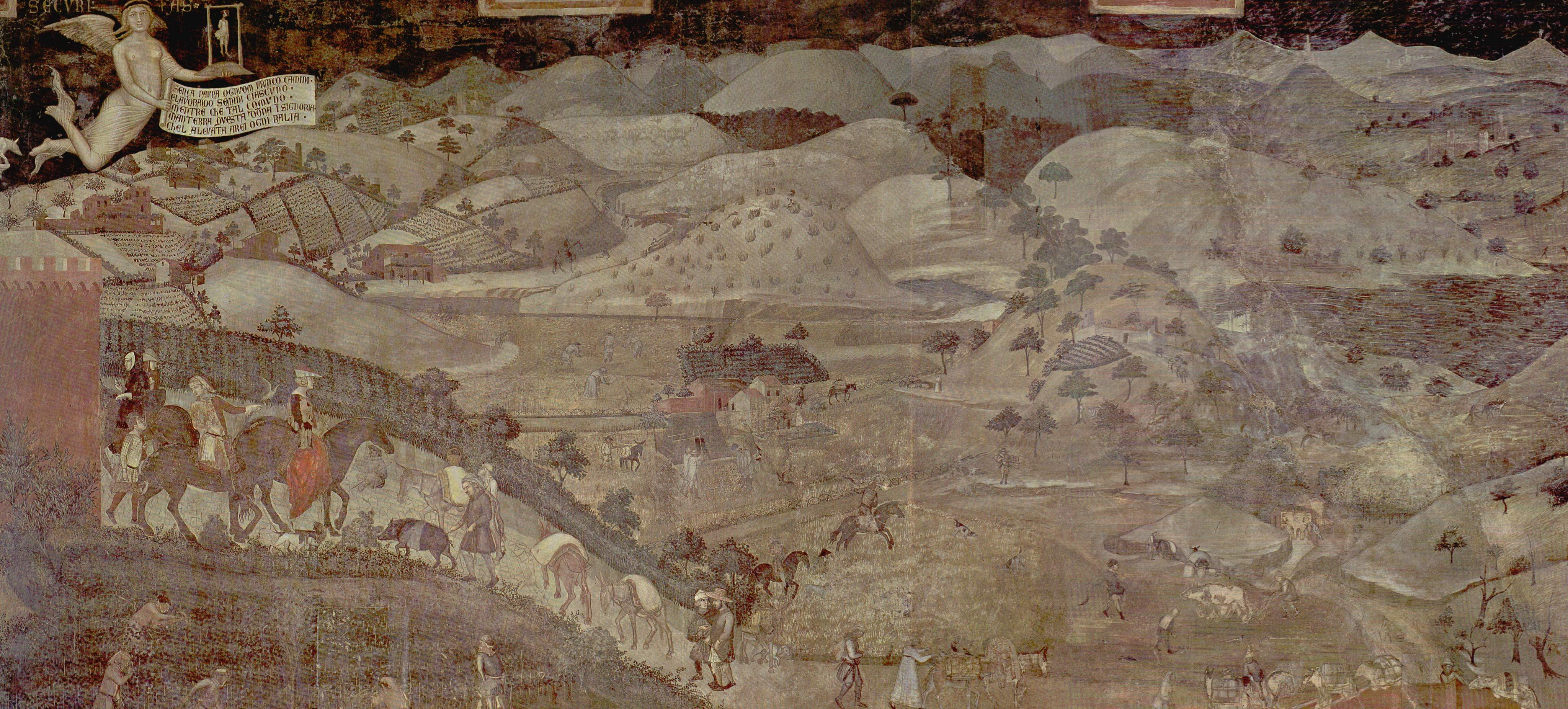
Плоды доброго правления в деревне
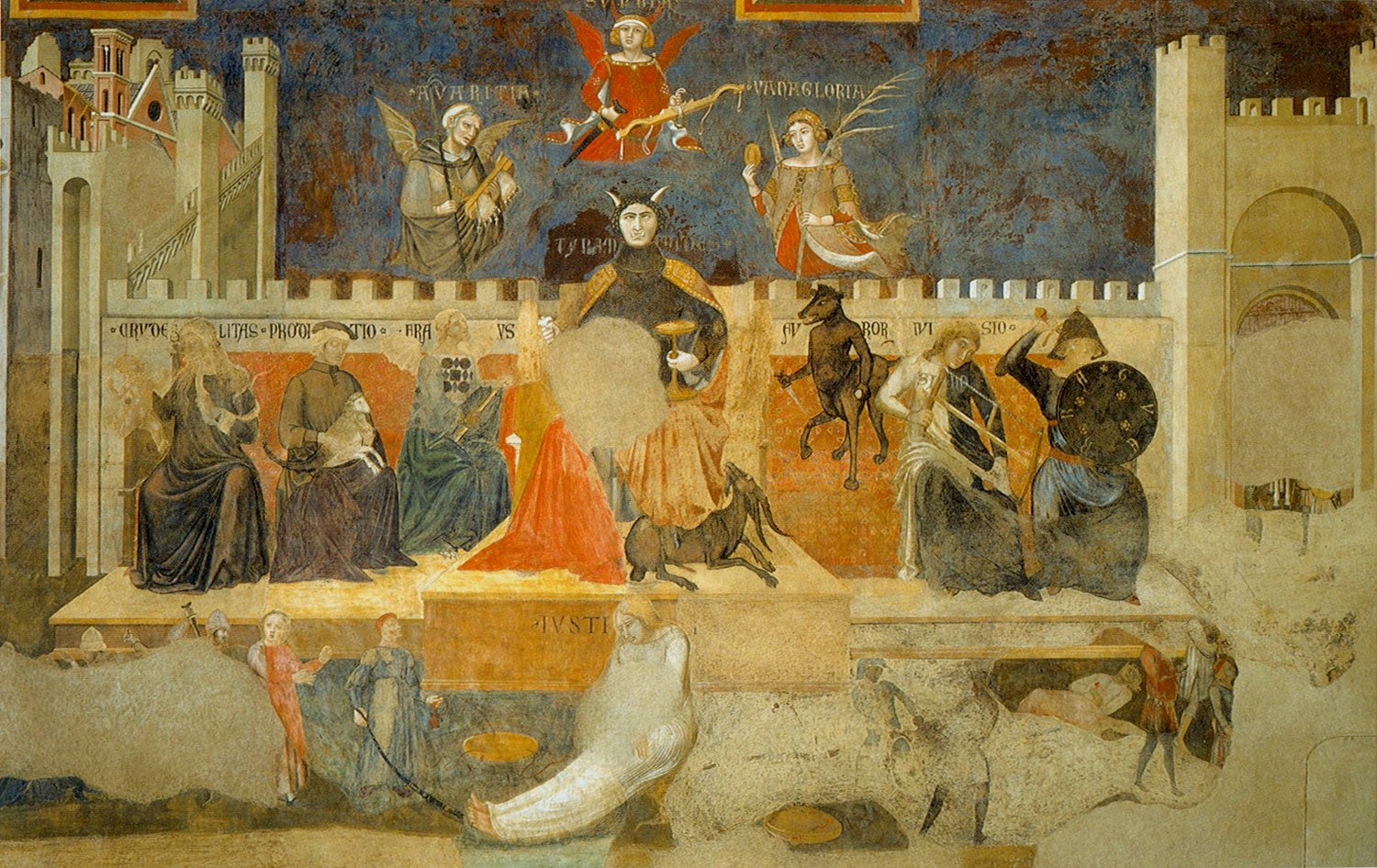
Аллегория дурного правления

#### Капелла и антикапелла
Капелла (часовня) была создана в начале XV века рядом с залом Маппомондо в дополнение к той часовне, которая уже существовала на первом этаже и имела вход с площади Кампо.
На стенах капеллы — серия фресок на сюжеты из жития Девы Марии работы Таддео ди Бартоло. Он же расписал своды изображениями ангелов, играющих на музыкальных инструментах.
В алтарной части можно видеть «Святое семейство со святым Леонардом» работы Содома (ок. 1530).
Резной хор с инкрустациями выполнен Доменико ди Никколо (1415—1428).
В 1415 году Таддео ди Бартоло закончил работу над фресками Антикапеллы (помещения перед входом в Капеллу). Фрески изображают знаменитых мужей прошлого (Катон, Сципион, Иуда Маккавей и другие), олицетворяющих гражданские добродетели. Несколько ранее (в 1408 году) Таддео ди Бартоло в том же помещении создал большую фреску «Святой Христофор».

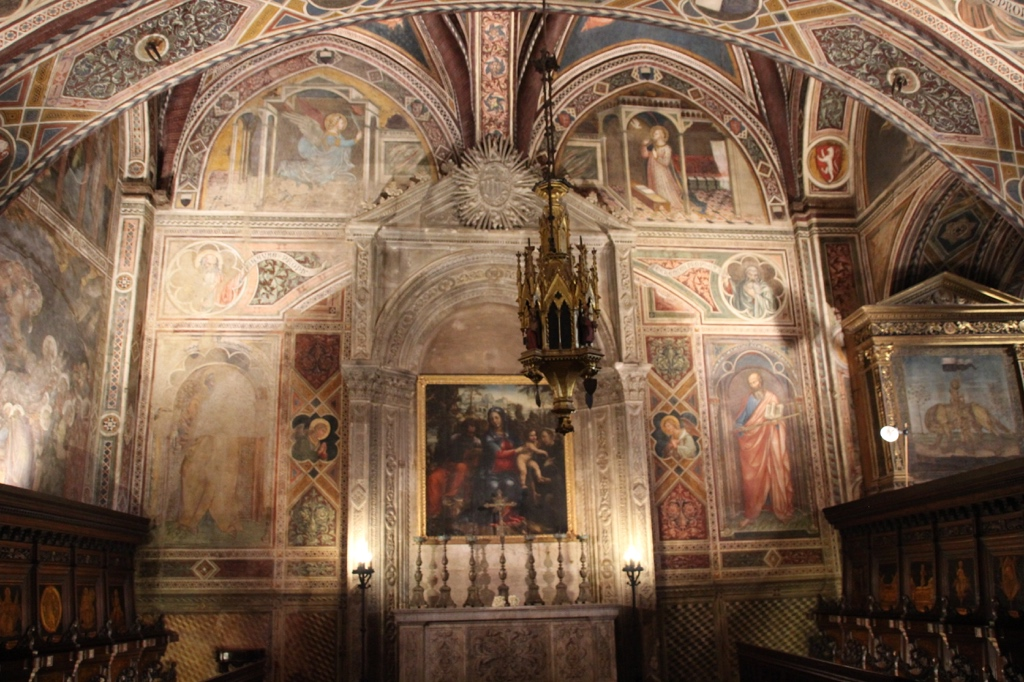
Капелла
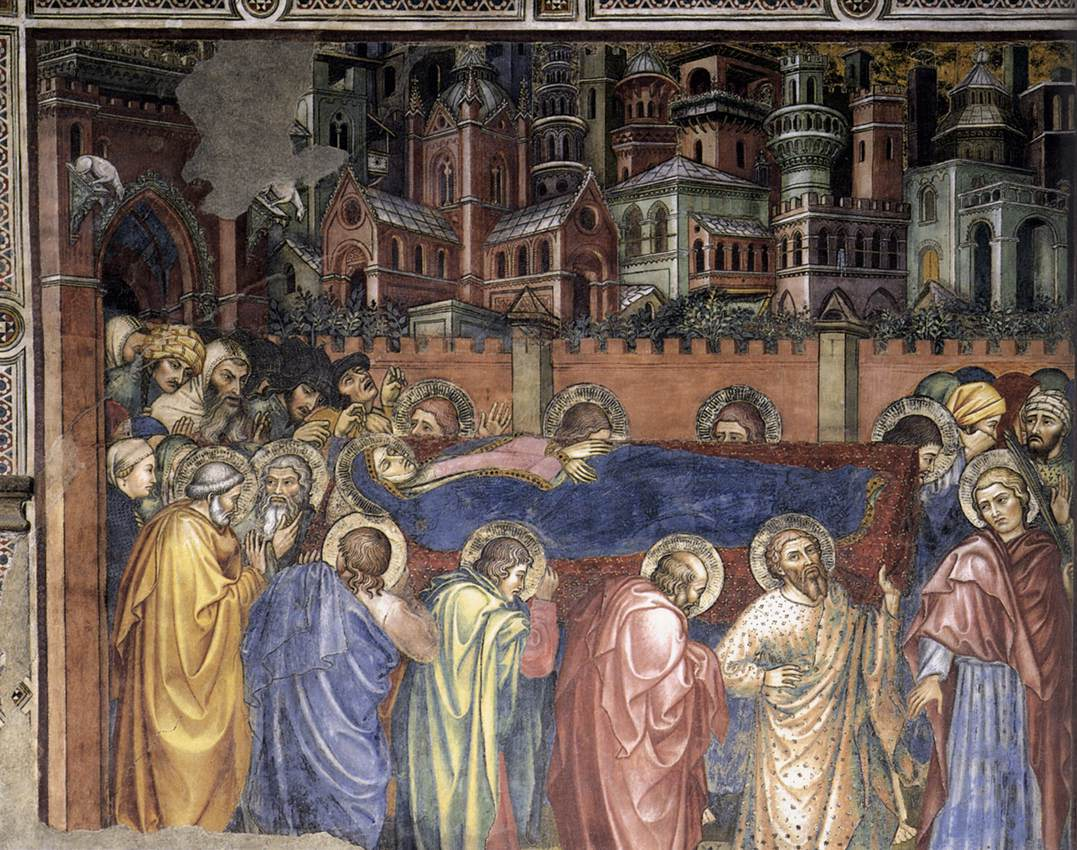
Успение Девы Марии. Фреска Таддео ди Бартоло в Капелле
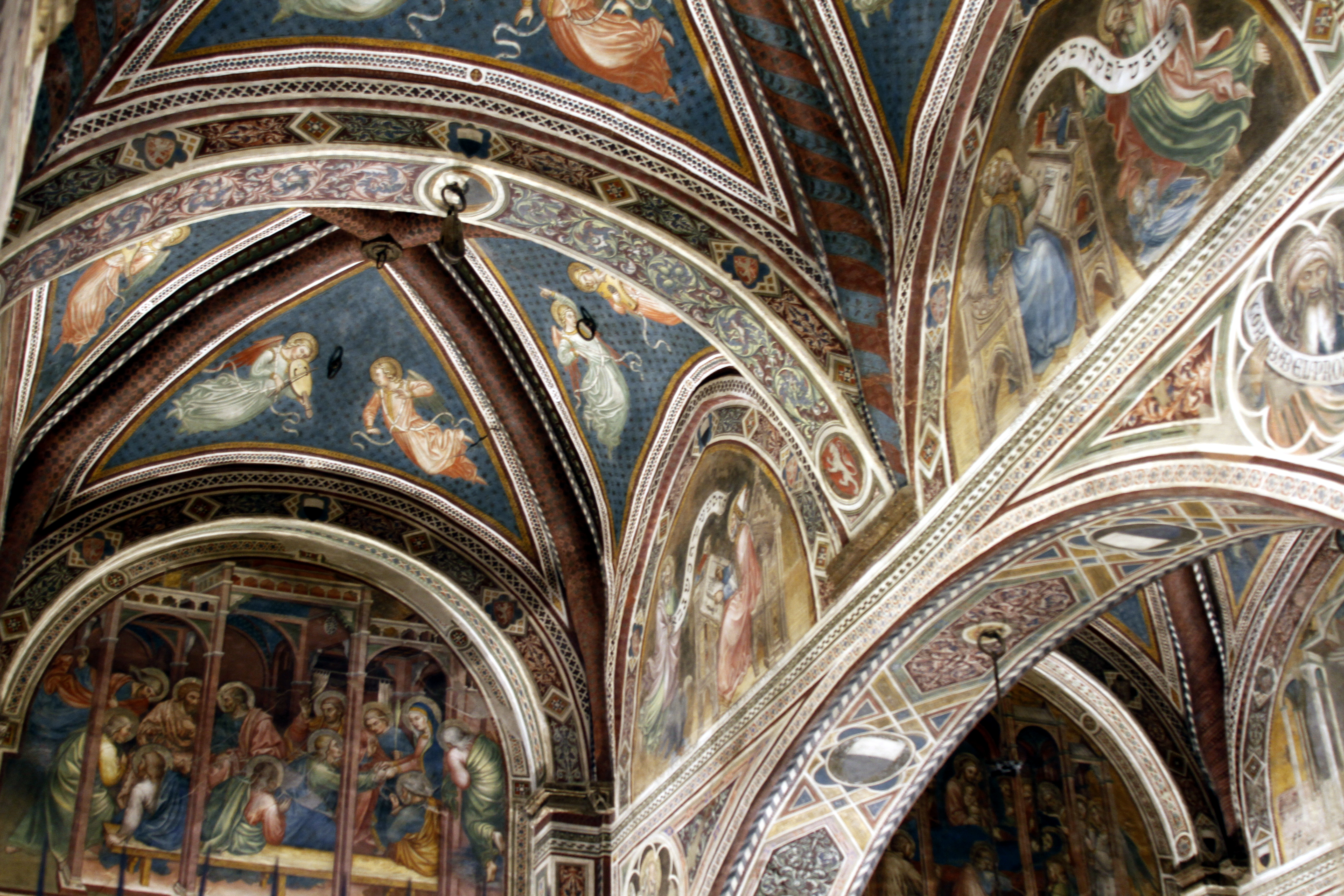
Своды капеллы
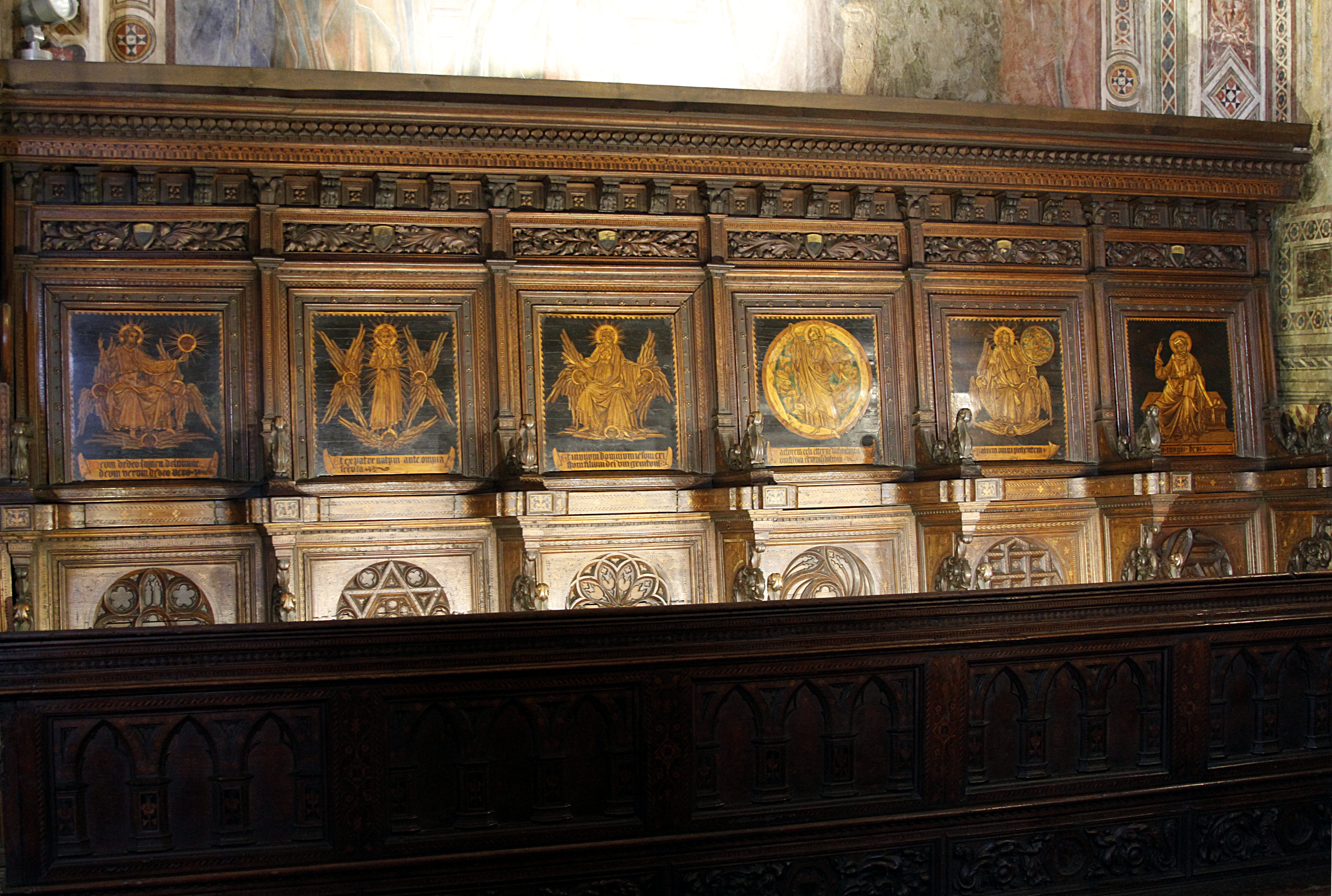
Хор работы Доменико ди Никколо
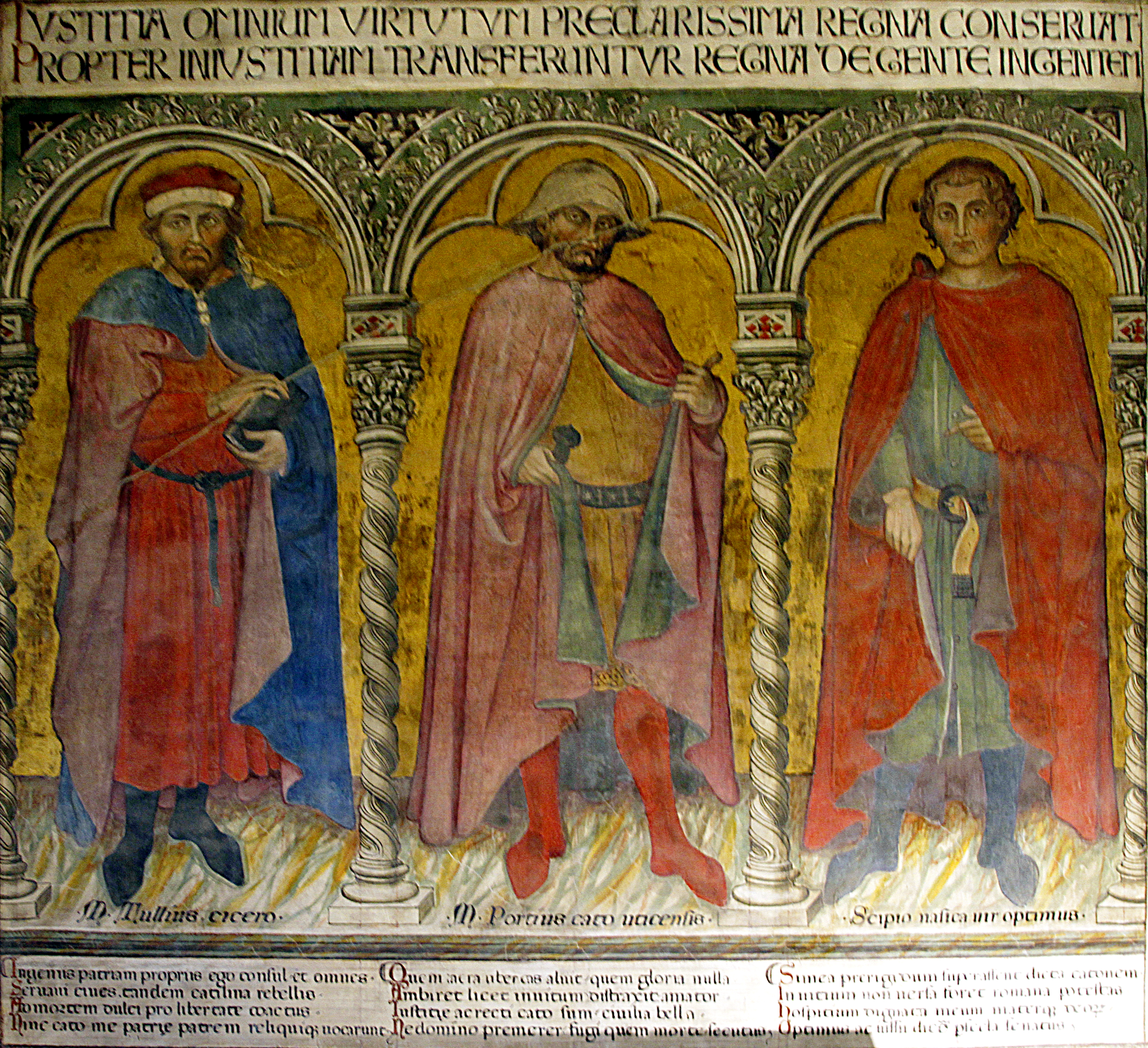
Цицерон, Марк Порций Катон Младший  и Публий Корнелий Сципион Назика Серапион. Таддео ди Бартоло. Фреска Антикапеллы
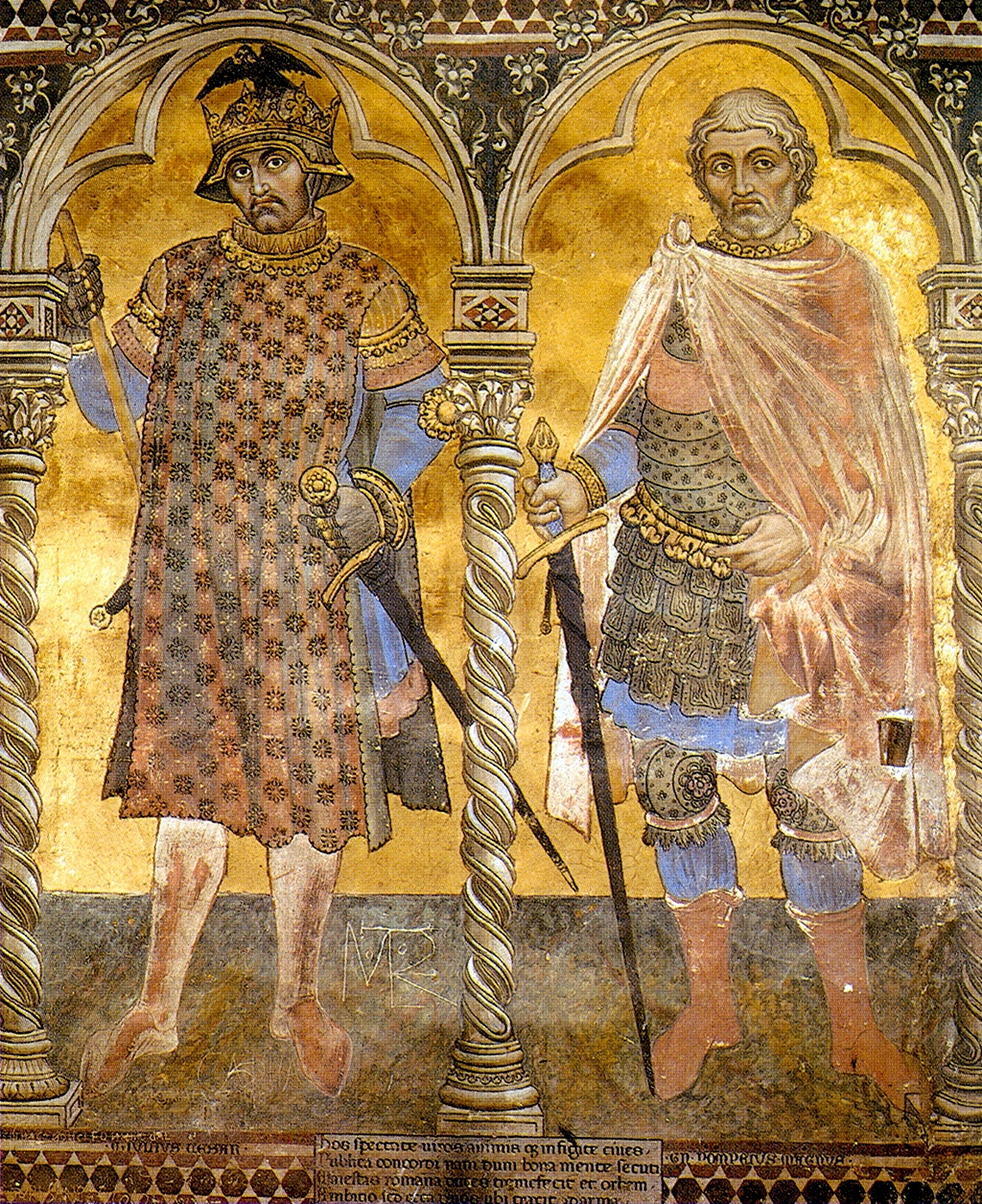
Таддео ди Бартоло. «Цезарь и Помпей», фреска Антикапеллы